# 롱고롱고 문자
롱고롱고 문자(영어: Rongorongo Script)는 칠레의 이스터 섬에서 쓰이고 있는 라파누이어를 기록할 때에 쓰인 것으로 추정되는 문자이다. 현재까지 이 문자는 남아있는 문헌이 많지 않아서 문자에 대해 알려진 것이 많지 않은 상황이다.

## 특징
롱고롱고 문자는 일종의 상형문자의 형태를 띠고 있으며, 나무로 된 판에 쓰인 것들이 현존하는 얼마 안되는 롱고롱고 문자와 관련된 사료들이다. 이 목판들은 롱고롱고 문자의 창제 시기보다 더 오래된 목판을 재활용해 제작한 것들 뿐으로, 이는 이스터 섬에 있던 나무들이 모아이 건설을 위하여 무분별하게 벌채되어 나무가 극도로 부족해졌기 때문이다. 문자 자체는 이스터 섬의 원주민들이 사용하는 라파누이어를 표기하는 데 쓰인 것으로 추정되며, 이스터 섬의 원주민들이 18세기에 유럽인들과 처음으로 접촉한 후에 유럽인들이 문자를 사용하는 것을 모방해 만들어진 것으로 보인다. 그러나, 1860년대에 있었던 칠레인들의 습격으로 이스터 섬의 지도자와 귀족들이 끌려가면서 롱고롱고 문자를 이해하는 사람들이 사라져 더 이상 문자가 쓰이지 않게 되었다. 현재의 라파누이어는 롱고롱고 문자가 아닌 로마자로 표기한다.
좌우교대서법을 사용했다.